# Rosemary Murphy
Rosemary Murphy (Múnich, 13 de enero de 1925-Nueva York, 5 de julio de 2014) actriz de cine y televisión estadounidense.
Nació en Múnich, hija de Mildred Taylor y Robert Daniel Murphy, diplomático. La familia abandona Alemania en 1939 debido al inicio de la Segunda Guerra Mundial.
Fue galardonada con tres premios Tony y un Premio Emmy en 1976, por su interpretación de Sara Ann Delano, la madre del presidente Franklin Delano Roosevelt.

## Filmografía
- 1962, Matar a un ruiseñor
- 1976, Eleanor y Franklin
- 1977, Julia
- 2008, Nueva York en escena